# Hans-Peter Joisten
Hans-Peter Joisten (Colonia, 5 gennaio 1942 – Stavelot, 21 luglio 1973) è stato un pilota automobilistico tedesco, vincitore su una BMW 3.0 CSL con Niki Lauda alla 24 Ore del Nürburgring 1973.

## Carriera
Joisten ha iniziato la sua carriera agonistica nel motorsport alla fine degli anni '60.
Nel 1972 ha guidato per il team Faltz-Alpina su una BMW 2800 CS nel campionato tedesco, dove ha ottenuto il 9º posto in classifica generale. Nella 1000 km sul Nürburgring Jürgen Neuhaus e Joisten hanno ottenuto il 5º posto di categoria. Un anno dopo, lui e il giovane Niki Lauda su una BMW 3.0 CSL alla 6 ore al Nurburgring sono giunti al 3º posto, vincendo l'anno seguente alla 24 Ore del Nürburgring.
Il 21 luglio 1973 alla 24 ore di Spa-Francorchamps ha avuto un incidente con la sua BMW 3.0 CSL. Durante la 7ª ora di gara, poco dopo aver sorpassato il francese Roger Dubos alla curva Malmedy, la sua vettura ha sbandato e Dubos con la sua Alfa Romeo sperona la BMW di Joistens. Entrambi i conducenti sono rimasti uccisi all'istante nell'impatto.
Nella medesima gara, l'italiano Massimo Larini ha successivamente avuto un altro incidente con la sua Alfa Romeo GTAm alla Les Combes ed è morto sette giorni dopo in ospedale per le ferite riportate. Dopo questi tragici incidenti, il tracciato di Spa-Francorchamps è stato modificato e ridisegnato.